# Bolkácsi erődtemplom
A bolkácsi erődtemplom műemlék Romániában, Fehér megyében. A romániai műemlékek jegyzékében az AB-II-a-B-00182 sorszámon szerepel.